# Rio da Lança
Rio da Lança är ett vattendrag i Brasilien.   Det ligger i delstaten Santa Catarina, i den södra delen av landet, 1 200 km söder om huvudstaden Brasília.
I omgivningarna runt Rio da Lança växer huvudsakligen savannskog. Runt Rio da Lança är det ganska tätbefolkat, med 60 invånare per kvadratkilometer.